# Westgate-on-Sea
Westgate-on-Sea est une ville du nord-est du Kent, en Angleterre. Située dans le district de Thanet, elle est bordée par une autre station balnéaire, Margate. Ses deux plages de sable sont une destination touristique populaire depuis le développement de la ville, qui était, avant les années 1860, une petite communauté agricole.
Westgate-on-Sea a abrité une base d'hydravions du Royal Naval Air Service sur St Mildred's Bay, qui défendait les localités côtières de l'estuaire de la Tamise pendant la Première Guerre mondiale. La ville est le sujet d'un poème de Sir John Betjeman, Westgate-on-Sea. Le chirurgien William James Erasmus Wilson et l'ancien archevêque de Canterbury William Temple figurent parmi les résidents célèbres de la ville ; l'artiste William Quiller Orchardson a peint plusieurs de ses œuvres les plus célèbres lors de son séjour à Westgate-on-Sea ; le compositeur britannique Arnold Cooke y a étudié à la Streete Preparatory School au début du XXe siècle.